# Vavta vas
Vavta vas este o localitate din comuna Straža, Slovenia, cu o populație de 392 de locuitori.